# São Martinho do Bispo e Ribeira de Frades
Pour les articles homonymes, voir São Martinho.
São Martinho do Bispo e Ribeira de Frades est une paroisse civile portugaise (en portugais : freguesia) de la municipalité de Coimbra dans le district du même nom. Elle est créée en 2013, par fusion des paroisses de São Martinho do Bispo et Ribeira de Frades.

## Géographie
São Martinho do Bispo e Ribeira de Frades fait partie des paroisses urbaines de Coimbra. Elle est majoritairement située sur la rive sud du Mondego, à l'ouest de la paroisse Coimbra (Sé Nova, Santa Cruz, Almedina e São Bartolomeu) qui correspond au centre-ville historique.
Une enclave de Taveiro, Ameal e Arzila se trouve au sein du territoire de la paroisse.

## Histoire
La paroisse est créée par la loi no 11-A/2013 du 28 janvier 2013 portant réorganisation administrative du territoire des freguesias, en fusionnant les paroisses de São Martinho do Bispo et Ribeira de Frades. Son nom officiel est União das Freguesias de São Martinho do Bispo e Ribeira de Frades et son siège est fixé à São Martinho do Bispo.

## Démographie
Lors du recensement de 2021, São Martinho do Bispo e Ribeira de Frades compte 15 315 habitants. C'est alors la 3e paroisse la plus peuplée de la municipalité de Coimbra, qui totalise 140 816 habitants, derrière Santo António dos Olivais (41 150) et Eiras e São Paulo de Frades (17 574).